# Saint-Hilaire-Bonneval
Saint-Hilaire-Bonneval é uma comuna francesa na região administrativa da Nova Aquitânia, no departamento de Alto Vienne. Estende-se por uma área de 28,49 km². Em 2010 a comuna tinha 1 002 habitantes (densidade: 35,2 hab./km²).